# トラップ (フランス)
トラップ （Trappes）は、フランス、イル＝ド＝フランス地域圏、イヴリーヌ県のコミューン。ヴェルサイユの西およそ8マイルに位置する。

## 交通
- 道路 - N10、RD912
- 鉄道 - トランジリアンN線、U線、パリ-モンパルナス-ブレスト線、トラップ駅。

## 由来
トラップとは、ケルト語で『人の住むところ』を意味するtreboに由来する。これが時代とともに変化し、6世紀の憲章では王領（Gistum Regis）としてTrapoと記された。

## 歴史

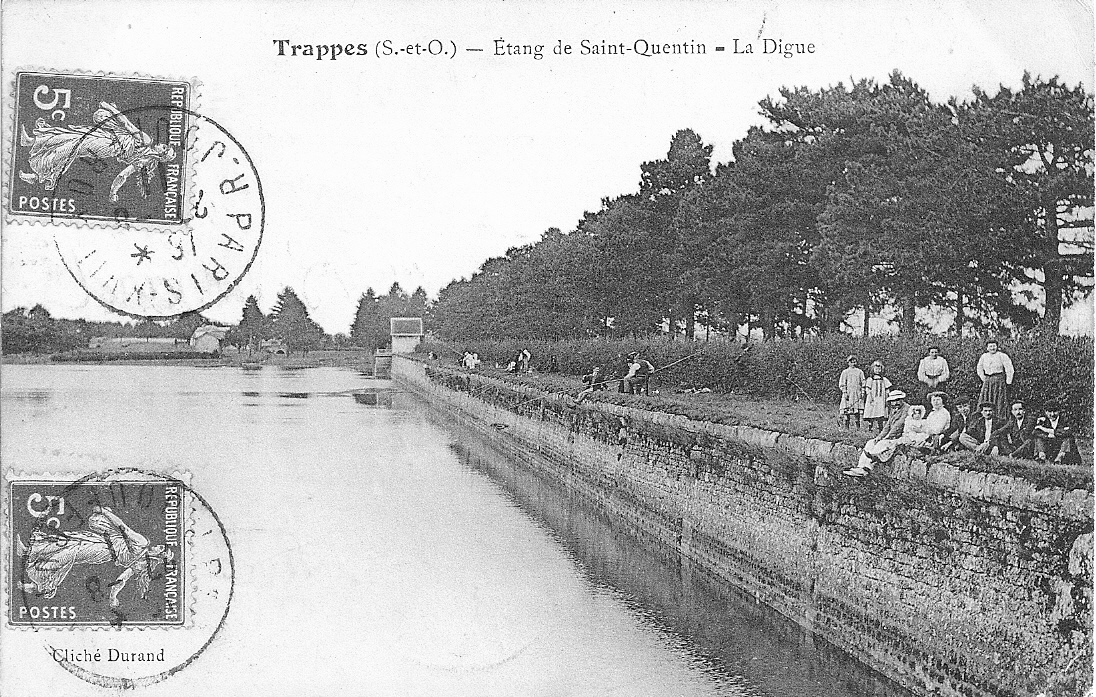
1911年に撮影されたサン＝カンタン湖

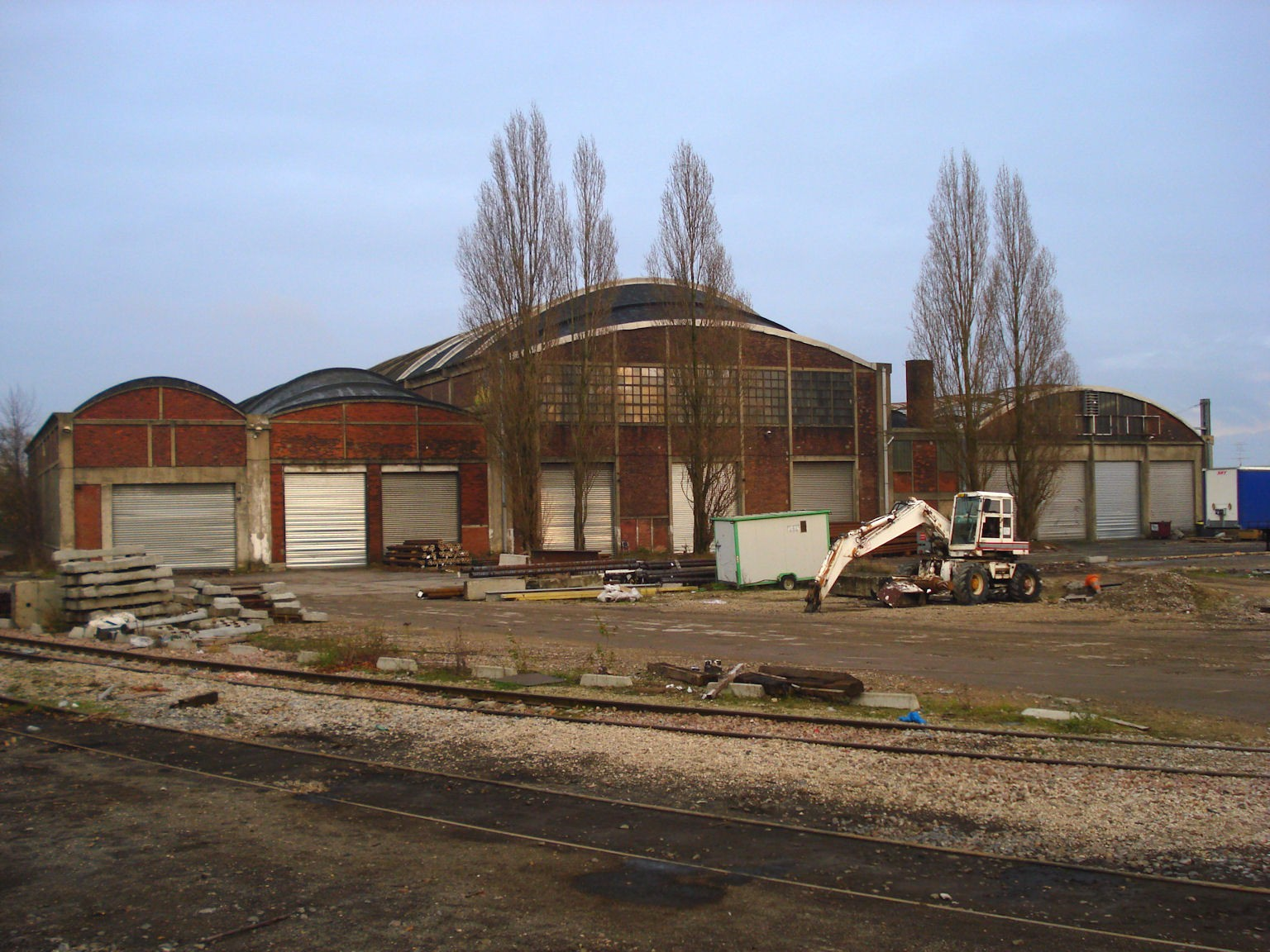
古い蒸気機関車の車庫

パリからドルー、シャルトルへと向かう2本の主要ローマ街道がトラップの地を通過していた。
中世のトラップは商人の町として名高く、トラップはヴィッラ・ムラリス（villa muralis）、5箇所の門で通行可能な古い中世の要塞都市であった。17世紀以降のトラップは、王領ヴェルサイユに近接した。ヴェルサイユ宮殿の噴水に供給する水道設備のため、排水溝、溝、池をつくる必要があった。サン＝カンタン湖はこのために1677年から1678年に掘られたものである。
19世紀から20世紀にかけ、鉄道路線が敷かれ、トラップ駅や操車場がつくられた。こうして国内の主要鉄道中心地となった。しかし20世紀初頭のトラップは、穀物やビート、野菜を栽培する人々が1000人ほど暮らす農村にすぎなかった。
1852年、アンリ・ジファールが蒸気機関を利用したパリ＝トラップ間の有人飛行に成功した。
1935年にトラップにつくられた扇形庫と操車場を中心として、国内の鉄道ハブ地となり、ブルターニュ出身者が労働力として多く移り住んで鉄道員の町へと変貌した。

## 人口統計
| 1962年 | 1968年 | 1975年 | 1982年 | 1990年 | 1999年 | 2006年 |
| ------ | ------ | ------ | ------ | ------ | ------ | ------ |
| 9 643  | 16 799 | 22 895 | 29 763 | 30 878 | 28 812 | 29 529 |

## 姉妹都市
- コプリヴニツェ、チェコ
- コングルトン、イギリス
- カスティリオーネ・デル・ラーゴ、イタリア

## 出身者
- マサディオ・アイダラ - サッカー選手
- オマール・シー - 俳優
- ワリド・メスルブ - サッカー選手